# Olga Zoutendijk
Olga Louise Zoutendijk (Julianadorp, Curaçao, 1 maart 1961) is een Nederlands bankier. Zij bekleedde diverse hoge  functies in Azië, Australië, Europa en de Verenigde Staten en was van 2016 tot 2018 president-commissaris bij ABN AMRO. Zij werd hiermee de eerste vrouw in de Nederlandse geschiedenis die werd benoemd tot president-commissaris van een beursgenoteerd bedrijf.
Op 10 april 2019 werd zij aangesteld als commissaris bij de Zwitserse vermogensbeheerder Julius Bär. Zoutendijk is tevens lid van de Raad van Toezicht en Voorzitter van de Auditcommissie van de Universiteit Leiden, benoemd op 1 juli 2016 en herbenoemd op 1 juli 2020.

## Levensloop
Zoutendijk is een dochter van Guus Zoutendijk (in de jaren 80 bestuursvoorzitter bij Delta Lloyd) en Aleida Meijs. Zij behaalde haar Bachelor of Science in 1983 aan de San José State University en haar Master of International Management in 1985 aan de Thunderbird School of Global Management.
In 1986 kwam zij in dienst van ABN, een van de voorgangers van ABN AMRO. Zoutendijk verliet Nederland in 1988 en maakte in de 25 jaar daarna carrière in het buitenland. Zo was ze in New York zakenbankier voor verschillende Amerikaanse farmaceutische bedrijven. Ook was ze CEO van ABN AMRO in Portugal. In 2001 maakte ze de overstap naar de Australische bank Westpac. Naar eigen zeggen verliet zij de ABN AMRO vooral vanwege de nadruk op aandeelhouderswaarde, in plaats van een gebalanceerd stakeholder model waarin ook klanten centraal staan. Tussen 2007 en 2012 bekleedde ze een hoge functie in Singapore en Hongkong voor de Britse zakenbank Standard Chartered.
In 2014 werd Zoutendijk benoemd als commissaris bij ABN AMRO. Zoutendijk werd tevens benoemd in de door de Raad van Commissarissen ingestelde Risk & Capital Commissie en de Audit Commissie. Eén jaar later werd Zoutendijk benoemd als vice-voorzitter van de Raad van Commissarissen en voorzitter van de Risk & Capital Commissie, met ingang van 20 augustus 2015. Op 20 november 2015 keerde ABN AMRO, na een periode van 7 jaar, weer terug naar de Amsterdamse beurs. Zij kwam in beeld nadat minister van Financiën Jeroen Dijsselbloem eiste dat een vrouw op deze post zou worden benoemd. Op dat moment was de bank nog volledig in handen van de Nederlandse staat. Volgens ingewijden - iets wat Zoutendijk zelf ontkende - zou zij zichzelf naar voren hebben geschoven als opvolger van bestuursvoorzitter Gerrit Zalm.
Twee jaar na haar aanstelling kondigde Zoutendijk haar vertrek aan. Bestuursvoorzitter Kees van Dijkhuizen had haar vertrek geëist. Anders zou hij zelf opstappen. Binnen de bank was onvrede over haar functioneren. Haar directe confronterende stijl werd door veel bestuursleden als storend ervaren. Bovendien bemoeide zij zich volgens de top van het bedrijf te veel met de strategie en operationele zaken. Zalm zelf zei dat "haar benoeming een ongelukkige geweest was die de bank schade berokkent".
In januari 2019 werd bekend dat Zoutendijk aan de slag gaat als commissaris bij de Zwitserse vermogensbeheerder Julius Bär.

## Persoonlijk
Zoutendijk heeft een Amerikaanse als partner.